# Flexibacter flexilis
Flexibacter flexilis ist eine Art von Bakterien, die zur Abteilung der Bacteroidetes gehört. Sie ist die Typusart der Gattung Flexibacter. Der Gattungsname leitet sich vom lateinischen Adjektiv „flexus“ (gewunden) und dem griechischen Wort „baktron“ (Stab) und bezieht sich auf die Zellform. Der Artname F. flexilis leitet sich von dem lateinischen Adjektiv „flexilis“ ab, was so viel wie biegsam bedeutet. Die Arten von Flexibacter sind wichtige Bodenbakterien und leisten vermutlich einen wesentlichen Beitrag zur Zersetzung von Pflanzenresten.

## Erscheinungsbild
Die Zellen von Flexibacter flexilis sind stäbchenförmig, 0,5 µm breit und zwischen 10 und 60 µm lang, meist liegt die Länge zwischen 10 und 20 µm. Flagellen sind nicht vorhanden. Die Zellen sind filamentös, sie bilden lange Fäden. Die Enden sind zugespitzt und gelegentlich gekrümmt. Flexibacter flexilis ist durch Gleiten motil, aber nicht sehr aktiv. Sporen werden nicht gebildet. Der Gram-Test ist negativ. Die Kolonien sind orange gefärbt, bei vielen Kolonien aber auch nur sehr matt gefärbt. Das Hauptcarotinoid ist Saproxanthin. Der Oxidase-Test ist positiv, der Katalase-Test negativ. Die optimale Temperatur für das Wachstum liegt bei 25 °C, der optimale pH-Wert um 7.

## Wachstum und Stoffwechsel
Flexibacter flexilis ist streng aerob und chemo-organotroph. Der Stoffwechsel ist die Atmung. Stärke und Gelatine werden hydrolysiert, Chitin im Unterschied zu einigen anderen Arten von Flexibacter jedoch nicht.

## Systematik
Flexibacter flexilis zählt zur Familie der Cytophagaceae, die wiederum zur Klasse Cytophagia gestellt wird. Die Art wurde von Santos Soriano im Jahr 1945 erstellt.
B. V. Gromov beschrieb im Jahr 1972 zusätzlich Flexibacter flexilis var. algavorum, die sich dadurch auszeichnet, dass sie  einige Blaualgenarten zu lysieren (aufzulösen) vermag. Zu den Algenarten zählen Nostoc, Anabaena und Phormidium. Arten von Nostoc sind besonders anfällig, Zellen von Kulturen lösen sich innerhalb von drei bis vier Tagen vollkommen auf.